# Коллемболиаз
Коллемболиа́з (Collemboliasis) — предполагаемое заболевание, редкий и малоизученный энтомоз, вызываемый ногохвостками и проявляющийся дерматитом.
Ногохвостки (Collembola) часто поселяются в жилищах человека. Эти членистоногие могут попадать на человека и с растений. Описаны единичные случаи паразитизма в США (Аляска), Швеции, Австралии.
Некоторые исследователи считают живущих в домах ногохвосток этиологическим фактором, провоцирующим дерматит. С их точки зрения, ногохвостки при определённых условиях могут паразитировать в коже человека, вызывая коллемболиаз (Collemboliasis).
Дерматит вызывают ногохвостки Entomobrya multifasciata Tullb. и Е. tenuicauda Schott. Возникает зуд, бессонница, появляются язвы. В кожных соскобах обнаруживают взрослых ногохвосток, личинки, яйца и куколки.
Ногохвосток находили на волосах, но считалось, что они питались на них микроскопическими грибами. У больного чесалась голова. Описан случай нахождения ногохвосток рода Isotoma в придаточных пазухах носа у энтомолога, собиравшего насекомых методом всасывания в ловушку.
Ногохвосток даже подозревают в том, что они вызывают болезнь Моргеллонов.
Другие учёные считают, что ногохвостки не вызывают никаких дерматитов, а в жалобах пациентов видят психическое расстройство либо считают, что ногохвостки не способны паразитировать в коже человека, но могут быть продуцентами аллергенов, которые и вызывают дерматит у некоторых людей. Исследования проведённое Национальной Ассоциации Педикулеза (NPA) и государственного департамента здоровья Оклахомы (Oklahoma State Department) кожи людей, якобы страдающих «бредом паразитов», показало наличие ногохвосток.
Противники теории о роли ногохвосток в развитии дерматита указывают, что эти насекомые дышат всей поверхностью тела, не приспособлены к жизни в толще кожи, не имеют приспособлений для рытья в ней. Не отмечалось случаев находок ногохвосток, внедрившихся в какие-либо живые ткани.